# Station Den Haag Ypenburg
Station Den Haag Ypenburg is een spoorwegstation aan de noordzijde van de Vinex-locatie Ypenburg gelegen, direct naast de snelweg A12. Het station is bij aanvang van de dienstregeling voor 2006 op 11 december 2005 in dienst gekomen.
Het station is voorzien van één abri per perron. Bij de bouw van het station was al rekening gehouden met tramlijn 19, die een halte heeft onder het viaduct. Door een ontwerpfout, waarbij het sein en de baandetectie op de verkeerde plek zijn komen te liggen, is de sporensituatie zodanig dat de treinen richting Voorburg buiten de overkapping stoppen. Het sein en de baandetectie verplaatsen is mogelijk, maar wordt te duur geacht. Treinen richting Gouda hebben tot het voorjaar van 2011 eveneens buiten de overkapping gestopt, maar sindsdien stopt men zo kort mogelijk bij de opgang.
De sporen tussen de hoofdsporen zijn geschikt als inhaalmogelijkheid maar primair bedoeld als aansluiting van de werkplaats Leidschendam van NS Onderhoud & Service. Oostelijk van het station ligt hiervoor een lange boogbrug over de A12 (de Nootdorpboog). Deze brug is gebouwd nadat de Inspectie Leefomgeving en Transport (ILT) had verboden treinen van en naar de werkplaats via de Hofpleinlijn te laten rijden. De oude route is per 2 juni 2006 overgedragen aan RandstadRail, die er sindsdien trams en metro's inzet.

## Treinen
Het station wordt in de dienstregeling 2025 door de volgende treinseries bediend:
| Serie | Treinsoort    | Route                                                                                              | Bijzonderheden                                           |
| ----- | ------------- | -------------------------------------------------------------------------------------------------- | -------------------------------------------------------- |
| 6000  | Sprinter (NS) | Den Haag Centraal – Den Haag Ypenburg – Gouda – Utrecht Centraal – Geldermalsen – 's-Hertogenbosch | Rijdt alleen na 18:00 uur en van vrijdag t/m zondag.     |
| 6800  | Sprinter (NS) | Den Haag Centraal – Den Haag Ypenburg – Gouda – Gouda Goverwelle                                   | Rijdt alleen tijdens de spits van maandag t/m donderdag. |
| 6900  | Sprinter (NS) | Den Haag Centraal – Den Haag Ypenburg – Gouda – Utrecht Centraal – Geldermalsen – Tiel             | Rijdt alleen van maandag t/m donderdag tot 18:00 uur.    |

## Lokaal openbaar vervoer
Vanaf station Den Haag Ypenburg kan er makkelijk overgestapt worden op HTM tram 19 waarbij men kan reizen naar Delft, Leidschenveen en/of Leidschendam, op EBS buslijn 30 waarbij men kan reizen naar Leidschenveen en Zoetermeer of naar Rijswijk, Wateringen, Kwintsheul en Naaldwijk (busstation) of op EBS buslijn 60 waarbij men kan reizen naar Nootdorp (metrostation) of naar Delft. Van maandag t/m vrijdag doet overdag ook buurtbus 284 naar Delfgauw het station aan.

## Afbeeldingen

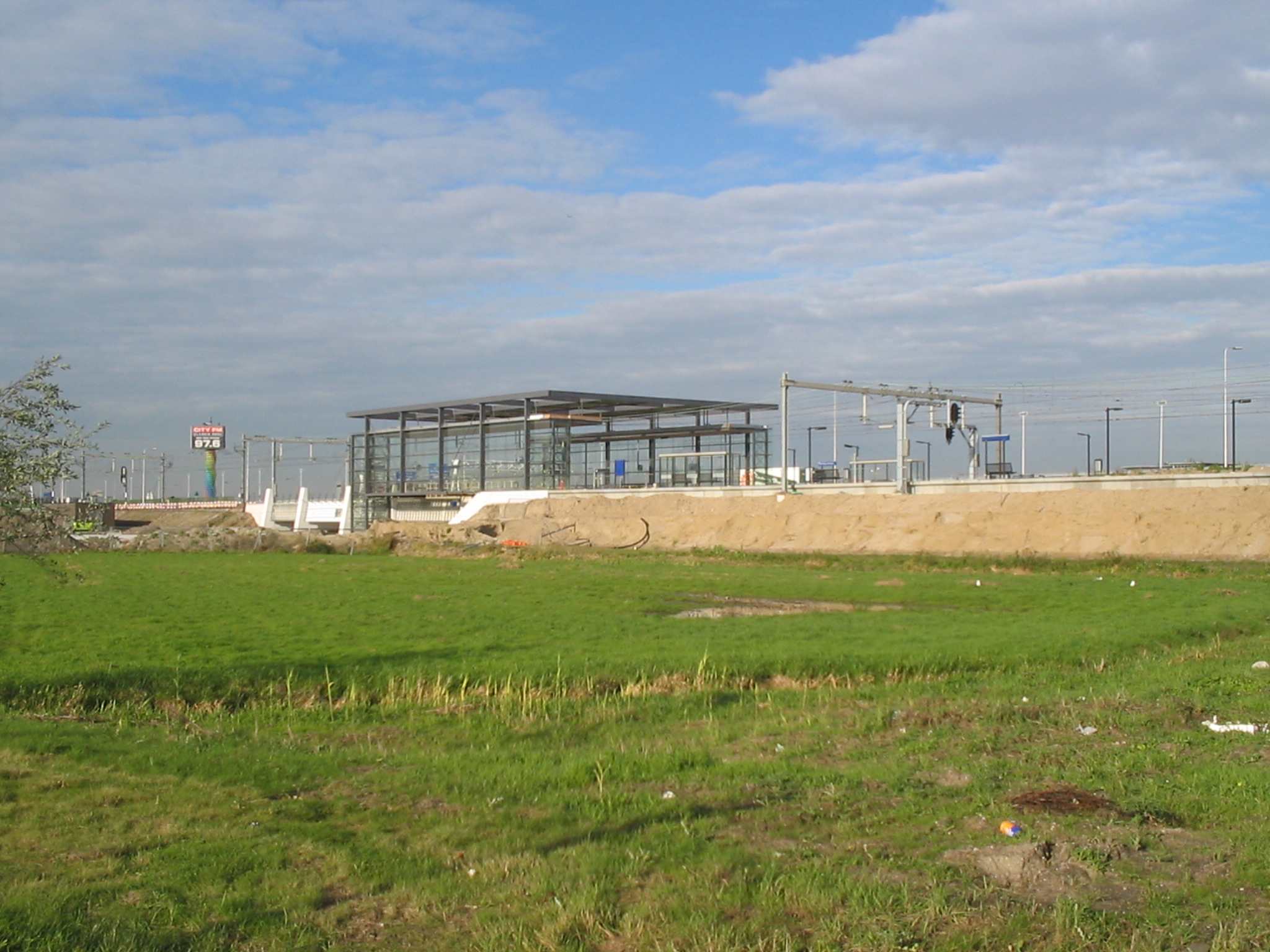
Het station in aanbouw (8 november 2005)
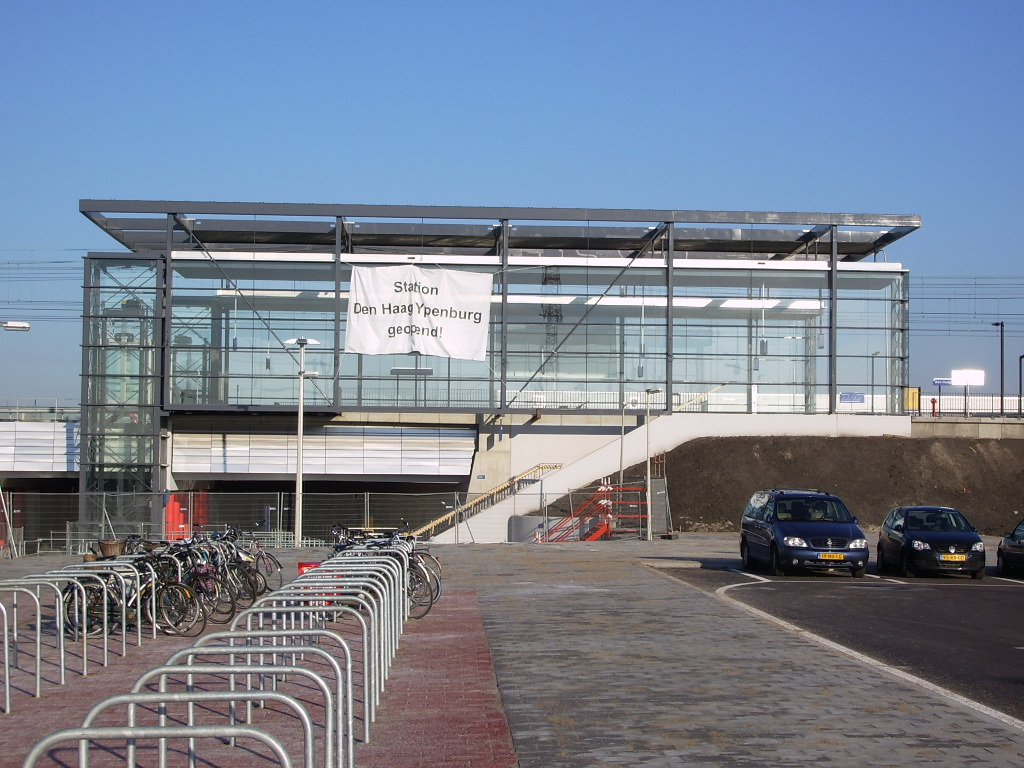
Station kort na de opening
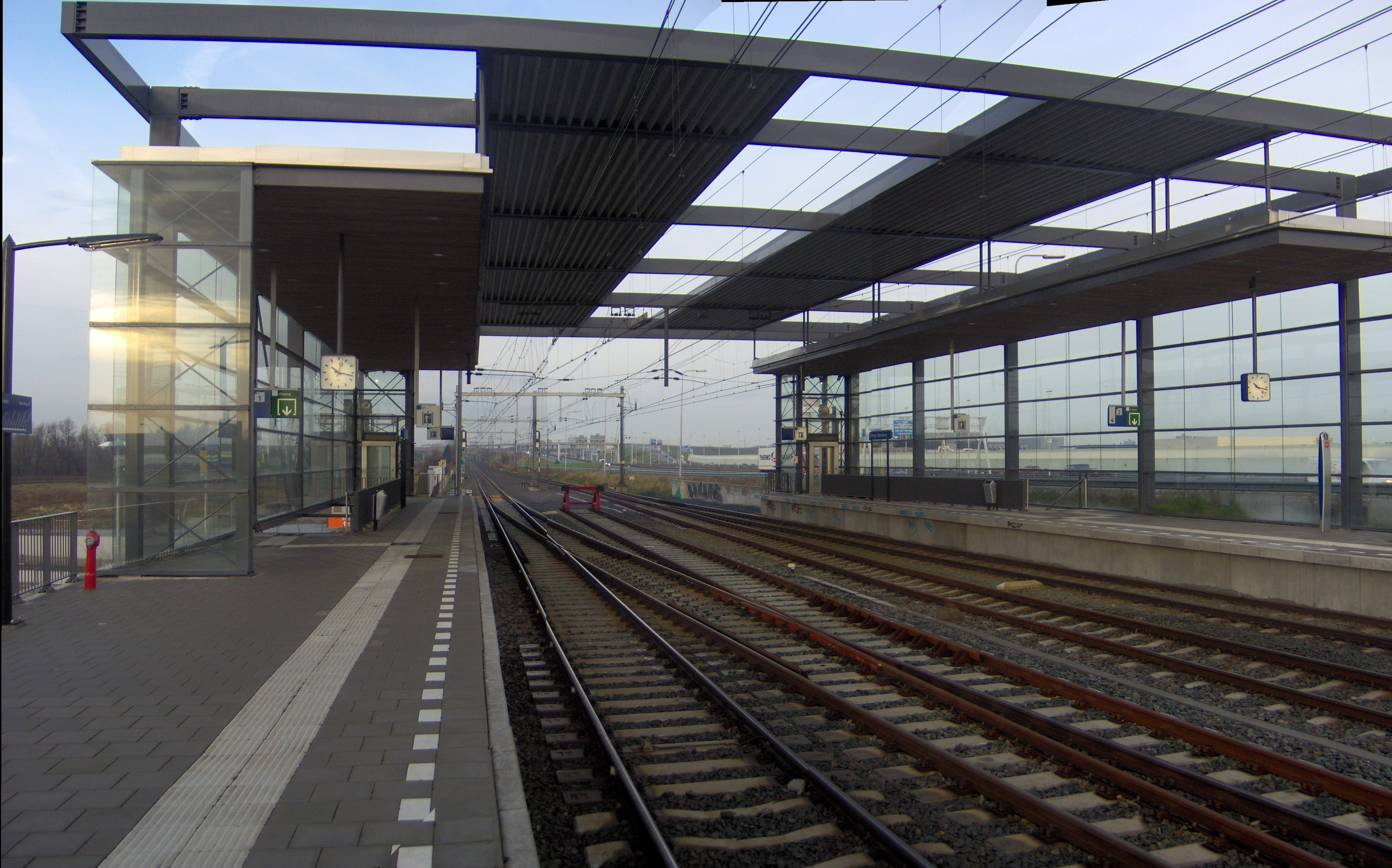
Het station (6 januari 2007)

## Ontwikkeling aantal reizigers
Het aantal door NS vervoerde reizigers (per gemiddelde werkdag) ontwikkelde zich sedert 2019 als volgt:
| Jaar | Aantal reizigers |
| ---- | ---------------- |
| 2019 | 2.654            |
| 2020 | 1.038            |
| 2021 | 1.040            |
| 2022 | 1.582            |
| 2023 | 1.945            |
| 2024 | 1.999            |

-3,0: Gouda ·
2,0: Zuidplaspolder ·
6,3: Zevenhuizen-Moerkapelle ·
9,1: Bleiswijk-Kruisweg ·
10,8: Lansingerland-Zoetermeer ·
12,6: Zoetermeer Oost ·
13,7: Zoetermeer ·
19,3: Nootdorp Noord ·
19,7: Den Haag Ypenburg ·
22,2: Voorburg ·
25,1: Den Haag SS ·
25,1: Den Haag Centraal
Alphen a/d Rijn ·
Arkel · 
Barendrecht · 
Bodegraven · 
Boskoop · 
-Snijdelwijk · 
Boven Hardinxveld · 
Capelle Schollevaar · 
De Vink · 
Delft · 
-Campus · 
Den Haag:
-Centraal · 
-HS ·
-Laan van NOI · 
-Mariahoeve · 
-Moerwijk · 
-Ypenburg · 
Dordrecht · 
-Stadspolders ·
-Zuid ·
Gorinchem · 
Gouda · 
-Goverwelle · 
Hardinxveld:
-Blauwe Zoom · 
-Giessendam · 
Hillegom · 
Lansingerland-Zoetermeer · 
Leiden:
-Centraal · 
-Lammenschans · 
Nieuwerkerk a/d IJssel · 
Rijswijk · 
Rotterdam:
-Alexander · 
-Blaak · 
-Centraal · 
-Lombardijen · 
-Noord · 
-Stadion · 
-Zuid · 
Sassenheim · 
Schiedam Centrum · 
Sliedrecht · 
-Baanhoek · 
Voorburg · 
Voorhout · 
Voorschoten ·
Waddinxveen · 
-Noord ·
-Triangel ·
Zoetermeer · 
-Oost · 
Zwijndrecht
Geplande stations:
Gorinchem Noord · Hazerswoude-Koudekerk · Schiedam Kethel
Voormalige stations: zie de lijst van voormalige spoorwegstations in Zuid-Holland